# Кнежино
Кнежино (мкд. Кнежино) је насеље у Северној Македонији, у западном делу државе. Кнежино припада општини Кичево.
Село је познато по Кнежинском манастиру.

## Географија
Насеље Кнежино је смештено у западном делу Северне Македоније. Од најближег већег града, Кичева, насеље је удаљено 10 km западно.
Кнежино се налази у историјској области Кичевија, око града Кичева. Село се сместило на југозападним висовима планине Бистре, која се источно од насеља спушта стрмо у Кичевско поље. Надморска висина насеља је приближно 990 метара.
Клима у насељу је планинска због знатне надморске висине.

## Историја
Према подацима из 1873. године, у селу је било 100 становника (од тога су сви били хришћанске вероисповести) и 24 домаћинства. Према подацима Васила Канчова из 1900. године, село је имало 280 становника, од којих су сви били хришћанске вероисповести.

## Становништво
Кнежино је према последњем попису из 2002. године имало 12 становника.
Већинско становништво су етнички Македонци (100%).
Претежна вероисповест месног становништва је православље.